# British Academy Games Awards
 (décembre 2018).
Si vous disposez d'ouvrages ou d'articles de référence ou si vous connaissez des sites web de qualité traitant du thème abordé ici, merci de compléter l'article en donnant les références utiles à sa vérifiabilité et en les liant à la section « Notes et références ».
 (avril 2025).
Les BAFTA Games Awards, ou British Academy Games Awards, sont des prix décernés par la British Academy of Film and Television Arts (BAFTA) pour récompenser les meilleurs jeux vidéo britanniques ou internationaux. Initiée en 2004, la cérémonie se tient au mois d'avril chaque année et distingue les jeux sortis l'année précédente.
Depuis 1998, la British Academy of Film and Television Arts récompense les jeux vidéo à travers les British Academy Interactive Awards. En 2003, elle décide de créer les British Academy Video Games Awards afin de donner davantage de place aux jeux vidéo. La première cérémonie s'est déroulée le 25 février 2004.

## Historique
La première version des récompenses est créée en 1997, sous le titre de Bafta Interactive Entertainment Awards (« récompenses Bafta du divertissement interactif »), qui visent alors à distinguer les meilleures contributions de divertissement sur internet ou par le biais de technologies multimédia. En 2002, l'académie des BAFTA scinde cette cérémonie en deux, entre les jeux vidéo et les autres œuvres interactives, afin de pouver donner davantage de place aux innovations non vidéoludiques.
La cérémonie distribute également à certaines personnalités un prix spécial nommé « BAFTA Fellowship », en reconnaissance de leur contribution à l'industrie.

## Catégories de récompenses
Depuis 2004, il y a eu 83 récompenses différentes décernées par la BAFTA, avec en moyenne 20 récompenses par an. En 2024, pour les jeux parus en 2023, la 19e édition récompensait ces catégories :
- Meilleure animation (Animation) – depuis 2020
- Meilleure direction artistique (Artistic Achievement) – depuis 2006
- Meilleur son (Audio Achievement) – depuis 2005
- Meilleur jeu (Best Game) – depuis 2005
- Meilleur jeu britannique (British Game) – depuis 2013
- Meilleur premier jeu (Debut Game) – depuis 2012
- Jeu de l'année EE (EE Game of the Year) – depuis 2021
- Meilleur jeu game-as-service (Evolving Game) – depuis 2017
- Meilleur jeu familial (Family) – depuis 2011
- BAFTA d'honneur (Fellowship) – depuis 2007
- Meilleur jeu "au-delà du divertissement" (Game Beyond Entertainment) – depuis 2108
- Meilleure conception de jeu (Game Design) – depuis 2013
- Meilleur jeu multijoueur (Multiplayer) – depuis 2004
- Meilleure bande-son (Music) – depuis 2015
- Meilleure narration (Narrative) – depuis 2017
- Meilleure licence originale (Original Property) – depuis 2015
- Meilleure performance dans un premier rôle (Performer in a Leading Role) – depuis 2020
- Meilleure performance dans un second rôle (Performer in a Supporting Role) – depuis 2020
- Meilleure innovation technique (Technical Achievement) – depuis 2004

## Palmarès détaillé de l'édition  2023-2024
| Meilleure animation | Meilleure direction artistique |
| --- | --- |
| - God of War Ragnarök - Call of Duty: Modern Warfare II - Horizon Forbidden West - LEGO Star Wars : La Saga Skywalker - Sifu - Stray | - Tunic - A Plague Tale: Requiem - Elden Ring - God of War Ragnarök - Immortality - Pentiment |
| Meilleur son | Meilleur jeu |
| - God of War Ragnarök - A Plague Tale: Requiem - Horizon Forbidden West - Metal: Hellsinger - Stray - Tunic | - Vampire Survivors - Cult of the Lamb - Elden Ring - God of War Ragnarök - Marvel Snap - Stray |
| Meilleure jeu britannique | Meilleur premier jeu |
| - Rollerdrome - Citizen Sleeper - OlliOlli World - Total War: Warhammer III - Two Point Campus - Vampire Survivors | - Tunic - As Dusk Falls - The Case of the Golden Idol - Stray - Trombone Champ - Vampire Survivors |
| Jeu de l'année EE | Meilleur jeu game-as-service (Evolving Game) |
| - God of War Ragnarök - Elden Ring - Horizon Forbidden West - Immortality - Marvel Snap - Stray | - Final Fantasy XIV Online - Apex Legends - Dreams - Forza Horizon 5 - No Man's Sky - The Elder Scrolls Online |
| Meilleur jeu familial | BAFTA d'honneur (Fellowship) |
| - Kirby et le monde oublié - Disney Dreamlight Valley - LEGO Star Wars : La Saga Skywalker - Mario + The Lapins Crétins: Sparks of Hope - Nintendo Switch Sports - Teenage Mutant Ninja Turtles : Shredder’s Revenge                                                                                    | Shuhei Yoshida |
| Meilleur jeu "au-delà du divertissement" | Meilleure conception de jeu |
| - Endling - Extinction is Forever - Citizen Sleeper - Gibbon: Beyond the Trees - I Was A Teenage Exocolonist - Not For Broadcast - We'll Always Have Paris | - Vampire Survivors - Cult of the Lamb - Elden Ring - God of War Ragnarök - Horizon Forbidden West - Tunic |
| Meilleur jeu multijoueur | Meilleure bande-son |
| - Elden Ring - Call of Duty: Modern Warfare II - EA Sports FIFA 23 - Overwatch 2 - Splatoon 3 - Teenage Mutant Ninja Turtles : Shredder’s Revenge | - God of War Ragnarök - A Plague Tale: Requiem - Cuphead - The Delicious Last Course - Elden Ring - Stray - Tunic |
| Meilleure narration | Meilleure licence originale |
| - IMMORTALITY - A Plague Tale: Requiem - Citizen Sleeper - God of War Ragnarök - Pentiment - Stray | - Elden Ring - Citizen Sleeper - Cult of the Lamb - Sifu - Stray - Vampire Survivors |
| Meilleure performance dans un premier rôle | Meilleure performance dans un second rôle |
| - Christopher Judge, Kratos (God of War Ragnarök) - Alain Mesa, Alejandro Vargas (Call of Duty: Modern Warfare II) - Charlotte McBurney, Amicia (A Plague Tale: Requiem) - Sunny Suljic, Atreus (God of War Ragnarök) - Siobhan Williams, Laura (The Quarry) - Manon Gage, Marissa Marcel (IMMORTALITY) | - Laya DeLeon Hayes, Angrboda (God of War Ragnarök) - Alison Jaye Horizon, Alva (Horizon Forbidden West) - Danielle Bisutti, Freya (God of War Ragnarök) - Adam J. Harrington, Sindri (God of War Ragnarök) - Charlotta Mohlin, The One (IMMORTALITY) - Ryan Hurst, Thor (God of War Ragnarök) |
| Meilleure innovation technique | |
| - Horizon Forbidden West - Elden Ring - God of War Ragnarök - IMMORTALITY - Stray - The Last of Us Part I | |

Nomination / Récompenses multiples
- X / X : X

## Palmarès par édition
Pour des raisons de lisibilité, les catégories utilisées sont traduites en français alors que les disparues ne le sont pas.

### Années 2020

#### 2020-2024
|                                                                           | 2020                                          | 2021                                        | 2022                                             | 2023                                              | 2024                                               |
| ------------------------------------------------------------------------- | --------------------------------------------- | ------------------------------------------- | ------------------------------------------------ | ------------------------------------------------- | -------------------------------------------------- |
| Meilleur jeu (Best Game)                                                  | Outer Wilds                                   | Hades                                       | Returnal                                         | Vampire Survivors                                 | Baldur's Gate III                                  |
| Catégories principales                                                    |                                               |                                             |                                                  |                                                   |                                                    |
| Meilleur animation (Animation)                                            | Luigi's Mansion 3                             | The Last of Us Part II                      | Ratchet and Clank: Rift Apart                    | God of War Ragnarök                               | Hi-Fi Rush                                         |
| Meilleur direction artistique (Artistic Achievement)                      | Sayonara Wild Hearts                          | Hades                                       | The Artful Escape                                | Tunic                                             | Alan Wake 2                                        |
| Meilleur son (Audio Achievement)                                          | Ape Out                                       | Ghost of Tsushima                           | Returnal                                         | God of War Ragnarök                               | Alan Wake 2                                        |
| Meilleur jeu britannique (British Game)                                   | Observation                                   | Sackboy: A Big Adventure                    | Forza Horizon 5                                  | Rollerdrome                                       | Viewfinder                                         |
| Meilleure premier jeu (Debut Game)                                        | Disco Elysium                                 | CARRION                                     | TOEM                                             | Tunic                                             | Venba                                              |
| Meilleur game-as-service (Evolving Game)                                  | Path of Exile                                 | Sea of Thieves                              | No Man's Sky                                     | Final Fantasy XIV Online                          | Cyberpunk 2077                                     |
| Meilleur jeu familial (Family)                                            | Untitled Goose Game                           | Sackboy: A Big Adventure                    | Chicory: A Colorful Tale                         | Kirby et le monde oublié                          | Super Mario Bros. Wonder                           |
| "Au-delà du divertissement" (Game Beyond Entertainment)                   | Kind Words (Lo Fi Chill Beats to Write To)    | Animal Crossing: New Horizons               | Before Your Eyes                                 | Endling - Extinction is Forever                   | Tchia                                              |
| Meilleur conception de jeux (Game Design)                                 | Outer Wilds                                   | Hades                                       | Inscryption                                      | Vampire Survivors                                 | Dave the Diver                                     |
| Meilleur jeu multijoueur (Multiplayer)                                    | Apex Legends                                  | Animal Crossing: New Horizons               | It Takes Two                                     | Elden Ring                                        | Super Mario Bros. Wonder                           |
| Meilleure musique (Music)                                                 | Disco Elysium                                 | Marvel's Spider-Man: Miles Morales          | Returnal                                         | God of War Ragnarök                               | Baldur's Gate III                                  |
| Meilleure narration (Narrative)                                           | Disco Elysium                                 | Hades                                       | Unpacking                                        | IMMORTALITY                                       | Baldur's Gate III                                  |
| Meilleure licence originale (Original Property)                           | Outer Wilds                                   | Kentucky Route Zero: TV Edition             | It Takes Two                                     | Elden Ring (2)                                    | Viewfinder                                         |
| Meilleure performance (Performer in a Leading Role)                       | Gonzalo Martin, Sean Dias (Life is Strange 2) | Laura Bailey, Abby (The Last of Us Part II) | Jane Perry, Selene Vassos (Returnal)             | Christopher Judge, Kratos (God of War Ragnarök)   | Nadji Jeter, Miles Morales (Marvel's Spider-Man 2) |
| Meilleur performance dans un second rôle (Performer in a Supporting Role) | Martti Suosalo The Janitor (Control)          | Logan Cunningham, (Hades)                   | Kimberly Brooks, Hollis Frosythe (Psychonauts 2) | Laya DeLeon Hayes, Angrboda (God of War Ragnarök) | Andrew Wincott, Raphael (Baldur's Gate III)        |
| Meilleure contribution technique (Technical Achievement)                  | Death Stranding                               | Dreams                                      | Ratchet and Clank: Rift Apart                    | Horizon Forbidden West                            | The Legend of Zelda: Tears of the Kingdom          |
| Autres catégories                                                         |                                               |                                             |                                                  |                                                   |                                                    |
| Jeu de l'année EE (EE Game of the Year)                                   | Call of Duty: Mobile                          | The Last of Us Part II                      | Unpacking                                        | God of War Ragnarök                               | Baldur's Gate III                                  |
| BAFTA d'honneur (Fellowship)                                              | Hideo Kojima                                  | Siobhan Reddy                               |                                                  | Shuhei Yoshida                                    |                                                    |
| BAFTA Young Game Designers                                                |                                               |                                             |                                                  |                                                   |                                                    |
| Game Concept (10-14 ans)                                                  | Strung Up                                     |                                             |                                                  |                                                   |                                                    |
| (15-18 ans)                                                               | Fruit Frenzy                                  |                                             |                                                  |                                                   |                                                    |
| Game Making (10-14 ans)                                                   | Complicated Co-Operation                      |                                             |                                                  |                                                   |                                                    |
| (15-18 ans)                                                               | Contramotion                                  |                                             |                                                  |                                                   |                                                    |

### Années 2010

#### 2015-2019
|                                                                    | 2015                                                | 2016                                                            | 2017                             | 2018                                                  | 2019                                     |
| ------------------------------------------------------------------ | --------------------------------------------------- | --------------------------------------------------------------- | -------------------------------- | ----------------------------------------------------- | ---------------------------------------- |
| Meilleur jeu (Best Game)                                           | Destiny                                             | Fallout 4                                                       | Uncharted 4                      | What Remains of Edith Finch                           | God of War                               |
| Catégories principales                                             |                                                     |                                                                 |                                  |                                                       |                                          |
| Meilleur direction artistique (Artistic Achievement)               | Lumino City                                         | Ori and the Blind Forest                                        | Inside                           | Hellblade: Senua's Sacrifice                          | Return of the Obra Dinn                  |
| Meilleur son (Audio Achievement)                                   | Alien: Isolation                                    | Everybody’s Gone to the Rapture                                 | The Last Guardian                | Hellblade: Senua's Sacrifice                          | God of War                               |
| Meilleur jeu britannique (British Game)                            | Monument Valley                                     | Batman: Arkham Knight                                           | Overcooked                       | Hellblade: Senua's Sacrifice                          | Forza Horizon 4                          |
| Meilleure premier jeu (Debut Game)                                 | Never Alone                                         | Her Story                                                       | Firewatch                        | Gorogoa                                               | Yoku's Island Expres                     |
| Meilleur game-as-service (Evolving Game)                           |                                                     |                                                                 | Rocket League                    | Overwatch                                             | Fortnite                                 |
| Meilleur jeu familial (Family)                                     | Minecraft: Console Editions                         | Rocket League                                                   | Overcooked                       | Super Mario Odyssey                                   | Nintendo Labo                            |
| "Au-delà du divertissement" (Game Beyond Entertainment)            |                                                     |                                                                 |                                  | Hellblade: Senua's Sacrifice                          | My Child Lebensborn                      |
| Meilleur conception de jeux (Game Design)                          | La Terre du Milieu : L'Ombre du Mordor              | Bloodborne                                                      | Inside                           | Super Mario Odyssey                                   | Return of the Obra Dinn                  |
| (Game Innovation)                                                  | The Vanishing of Ethan Carter                       | Her Story                                                       | That Dragon, Cancer              | The Legend of Zelda: Breath of the Wild               | Nintendo Labo                            |
| (Mobile & Handheld)                                                | Monument Valley                                     | Her Story                                                       |                                  |                                                       |                                          |
| (Mobile Game)                                                      |                                                     |                                                                 | Pokemon Go                       | Golf Clash                                            | Florence                                 |
| Meilleur jeu multijoueur (Multiplayer)                             | Hearthstone: Heroes of Warcraft                     | Rocket League                                                   | Overwatch                        | Divinity: Original Sin 2                              | A Way Out                                |
| Meilleure musique (Music)                                          | Far Cry 4                                           | Everybody’s Gone to the Rapture                                 | Virginia                         | Cuphead                                               | God of War                               |
| Meilleure narration (Narrative)                                    |                                                     |                                                                 | Inside                           | Night in the Woods                                    | God of War                               |
| Meilleure licence originale (Original Property)                    | Soldats inconnus : Mémoires de la Grande Guerre     | Until Dawn                                                      | Inside                           | Horizon Zero Dawn                                     | Into the Breach                          |
| Meilleure performance (Performer)                                  | Ashley Johnson, Ellie (The Last of Us: Left Behind) | Merle Dandridge, Kate Collins (Everybody’s Gone to the Rapture) | Cissy Jones, Delilah (Firewatch) | Melina Juergens, Senua (Hellblade: Senua's Sacrifice) | Jeremy Davies, The Stranger (God of War) |
| (Persistent Game)                                                  | League of Legends                                   | Prison Architect                                                |                                  |                                                       |                                          |
| (Sport)                                                            | OlliOlli                                            | Rocket League                                                   |                                  |                                                       |                                          |
| (Story)                                                            | The Last of Us: Left Behind                         | Life is Strange                                                 |                                  |                                                       |                                          |
| Autres catégories                                                  |                                                     |                                                                 |                                  |                                                       |                                          |
| (AMD eSports Audience Award)                                       |                                                     | SMITE                                                           | Clash Royale                     |                                                       |                                          |
| (BAFTA Ones To Watch Award in association with Dare to Be Digital) | Chambara                                            | SUNDOWN                                                         | Among the Stones                 |                                                       |                                          |
| (Special Awards)                                                   |                                                     | Amy Hennig                                                      | Brenda Romero Riot Games         | Nolan North                                           | Games                                    |
| BAFTA d'honneur (Fellowship)                                       | David Braben                                        | John Carmack                                                    |                                  | Tim Schafer                                           |                                          |
| Jeu de l'année EE (EE Game of the Year)                            |                                                     |                                                                 |                                  |                                                       | Old School Runescape                     |
| BAFTA Young Game Designers                                         |                                                     |                                                                 |                                  |                                                       |                                          |
| Game Concept (10-14 ans)                                           | Dreams                                              | Imagibots Save Eden Green                                       | TorchLighter                     | Trapped                                               | I Seek Death                             |
| (15-18 ans)                                                        | Ouroboros                                           | YOU ARE BEING FOLLOWED                                          | Guzzlesarus's Culinary Capers    | Tea & Tartlets                                        | Creatively Bankrupt                      |
| Game Making (10-14 ans)                                            | Block                                               | Apocalypse Alpha                                                | CyberPNK                         | Maggie                                                | LASERASE: Demolition in the future       |
| (15-18 ans)                                                        | Utopia of Rhythm                                    | Spectrum                                                        | Fractured Minds                  | Super Boson                                           | Wip                                      |
| Industry Hero                                                      | Minecraft                                           | Media Molecule                                                  | Unity Technologies               |                                                       |                                          |
| Mentor                                                             | Ray Chambers                                        | Michael Warburton                                               | Dave Chilver                     | Adam                                                  | Matthew Applegate                        |

#### 2010-2014
|                                                                    | 2010                           | 2011                         | 2012                              | 2013                                           | 2014                                   |
| ------------------------------------------------------------------ | ------------------------------ | ---------------------------- | --------------------------------- | ---------------------------------------------- | -------------------------------------- |
| Meilleur jeu (Best Game)                                           | Batman: Arkham Asylum          | Mass Effect 2                | Portal 2                          | Dishonored                                     | The Last of Us                         |
| Catégories principales                                             |                                |                              |                                   |                                                |                                        |
| (Action)                                                           | Uncharted 2: Among Thieves     | Assassin's Creed Brotherhood | Batman: Arkham City               | Far Cry 3                                      |                                        |
| (Action And Aventure)                                              |                                |                              |                                   |                                                | The Last of Us                         |
| Meilleur direction artistique (Artistic Achievement)               | Flower                         | God Of War III               | Rayman Origins                    | Journey                                        | Tearaway                               |
| Meilleur son (Audio Achievement)                                   |                                |                              | Battlefield 3                     | Journey                                        | The Last of Us                         |
| Meilleur jeu britannique (British Game)                            |                                |                              |                                   | The Room                                       | Grand Theft Auto V                     |
| Meilleure premier jeu (Debut Game)                                 |                                |                              | Insanely Twisted Shadow Planet    | The Unfinished Swan                            | Gone Home                              |
| (Design)                                                           |                                |                              | Portal 2                          |                                                |                                        |
| (Family & Social)                                                  | Wii Sports Resort              |                              |                                   |                                                |                                        |
| Meilleur jeu familial (Family)                                     |                                | Kinect Sports                | LittleBigPlanet 2                 | LEGO Batman 2: DC Super Heroes                 | Tearaway                               |
| (Gameplay)                                                         | Batman: Arkham Asylum          | Super Mario Galaxy 2         |                                   |                                                |                                        |
| (Game Innovation)                                                  |                                |                              | LittleBigPlanet 2                 | The Unfinished Swan                            | Brothers: A Tale of Two Sons           |
| Meilleur conception de jeux (Game Design)                          |                                |                              |                                   | Journey                                        | Grand Theft Auto V                     |
| (Handheld)                                                         | LittleBigPlanet                | Cut The Rope                 |                                   |                                                |                                        |
| (Mobile & Handheld)                                                |                                |                              | Peggle HD                         | The Walking Dead                               | Tearaway                               |
| Meilleur jeu multijoueur (Multiplayer)                             | Left 4 Dead 2                  | Need For Speed: Hot Pursuit  |                                   |                                                | Grand Theft Auto V                     |
| (Social Network Game)                                              |                                | My Empire                    |                                   |                                                |                                        |
| (Online - Browser)                                                 |                                |                              | Monstermind                       | SongPop                                        |                                        |
| (Online - Multiplayer)                                             |                                |                              | Battlefield 3                     | Journey                                        |                                        |
| (Original Music)                                                   | Uncharted 2: Among Thieves     | Heavy Rain                   | L.A. Noire                        | Journey                                        | BioShock Infinite                      |
| Meilleure performance (Performer)                                  |                                |                              | Mark Hamill (Batman: Arkham City) | Danny Wallace, The Narrator (Thomas Was Alone) | Ashley Johnson, Ellie (The Last of Us) |
| (Sports)                                                           | FIFA 10                        | F1 2010                      |                                   |                                                | FIFA 14                                |
| (Sports/Fitness)                                                   |                                |                              | Kinect Sports 2                   | New Star Soccer                                |                                        |
| (Story)                                                            | Uncharted 2: Among Thieves     | Heavy Rain                   | Portal 2                          | The Walking Dead                               | The Last of Us                         |
| (Strategy)                                                         | Empire: Total War              | Civilization V               | Total War: SHOGUN 2               | XCOM: Enemy Unknown                            |                                        |
| (Strategy And Simulation)                                          |                                |                              |                                   |                                                | Papers, Please                         |
| (Technical Innovation)                                             |                                | Heavy Rain                   |                                   |                                                |                                        |
| (Use Of Audio)                                                     | Uncharted 2: Among Thieves     | Battlefield: Bad Company 2   |                                   |                                                |                                        |
| (Use Of Online)                                                    | FIFA 10                        |                              |                                   |                                                |                                        |
| Autres catégories                                                  |                                |                              |                                   |                                                |                                        |
| (Special Awards)                                                   |                                |                              | Markus Persson                    |                                                |                                        |
| BAFTA d'honneur (Fellowship)                                       | Shigeru Miyamoto               | Peter Molyneux               |                                   | Gabe Newell                                    | Rockstar Games                         |
| (BAFTA Ones To Watch Award in association with Dare to Be Digital) | Shrunk!                        | Twang                        | Tick Tock Toys                    | Starcrossed                                    | Size DOES Matter                       |
| (Game Award of [Année précédente] in [Année de l'édition])         | Call Of Duty: Modern Warfare 2 | Call Of Duty: Black Ops      | Battlefield 3                     |                                                |                                        |
| (BAFTA Young Game Designers : Game Concept)                        |                                |                              |                                   |                                                | Tomatos Role                           |
| (BAFTA Young Game Designers : Game Making)                         |                                |                              |                                   |                                                | AlienX                                 |

### Années 1990-2000

#### 1998-2002
Les cinq premières éditions à partir de 1998 ont été présentées sous le nom "BAFTA Interactive Entertainment Awards", qui faisait alors partie de la "British Academy of Film and Television Arts", qui présentait et décernait surtout des récompenses pour les films et les séries télévisées. C'est en 2003 qu'une catégorie spécifique pour les jeux-vidéos sera créée et avec elle, une cérémonie particulière : Les "British Academy Games Awards", qui récompense spécialement et exclusivement les jeux-vidéos, aussi bien sur consoles que sur PC dans diverses catégories. La première édition aura lieu de fait un an plus tard, en 2004.
|                               | 1998                   | 1999                                 | 2000                                   | 2001                              | 2002                           |
| ----------------------------- | ---------------------- | ------------------------------------ | -------------------------------------- | --------------------------------- | ------------------------------ |
| Jeux (Games)                  | GoldenEye 007          | The Legend of Zelda: Ocarina of Time | MediEvil II                            | Gran Turismo 3: A-Spec            | Halo: Combat Evolved           |
| Catégories principales        |                        |                                      |                                        |                                   |                                |
| (Children's)                  | Star Wars: Droid Works | Noddy: Let's Get Ready for School    | Lego & Steven Spielberg Moviemaker Set | Disney's Trigger's Honey Hunt     |                                |
| (Comedy)                      | MindGym                |                                      |                                        |                                   |                                |
| (Computer Programming))       | Gran Turismo           | The Legend of Zelda: Ocarina of Time |                                        |                                   |                                |
| (Design))                     | ShiftControl           | Wip3out                              |                                        |                                   |                                |
| (Games - Mobile Devices)      |                        |                                      | Pokémon Jaune                          | Tony Hawk's Pro Skater 2          | SEGA Master System (SMS) Chess |
| (Games - Multiplayer)         |                        |                                      |                                        |                                   | Halo: Combat Evolved           |
| (Games - Networked)           |                        |                                      |                                        | Phantasy Star Online              |                                |
| (Games - PC)                  |                        |                                      | Deus Ex                                | Max Payne                         | Neverwinter Nights             |
| (Innovative games)            |                        | The Legend of Zelda: Ocarina of Time |                                        |                                   |                                |
| (Interactivity)               | Stagestruck            | The Legend of Zelda: Ocarina of Time | Onlinecaroline.com                     | Black and White                   | Pikmin                         |
| (Lifestyle and Leisure)       |                        |                                      |                                        | Frequency                         |                                |
| (Moving Images)               | Ceremony of Innocence  | Driver                               | Perfect Dark                           | Black & White                     |                                |
| (Music)                       |                        |                                      | Imperium Galactica II                  | Shōgun Total War: Warlord Edition |                                |
| (Sports)                      |                        |                                      | Sydney 2000                            | ISS Pro Evolution 2               | Geoff Crammond's Grand Prix 4  |
| (Sound)                       | Ceremony of Innocence  | GTA: London 1969                     | Theme Park World                       | Conker's Bad Fur Day              | Luigi's Mansion                |
| Autres catégories             |                        |                                      |                                        |                                   |                                |
| (Accessibility)               |                        |                                      |                                        |                                   | I-Map                          |
| (Best UK Developer)           | Rare                   |                                      | BBC Online                             |                                   |                                |
| (Children's Entertainment)    | Ant & Dec Unzipped     | Live and Kicking                     | SMTV: Live                             | The Quick Trick Show              | SMTV: Live                     |
| (Children's Learning)         | Lifting the Weight     | Masters of the Elements              | Lego & Steven Spielberg Moviemaker Set | Immaterial Bodies                 | Frankie's Animal Adventures    |
| (E-Zine)                      |                        | The BirdGuides website               |                                        |                                   |                                |
| (Enhancement of Linear Media) |                        |                                      | BBC Wimbledon / Sports Golf Coverage   | Walking with Beasts               | Memento                        |
| (Entertainment Website)       |                        | Jamba                                | Cartoon Network UK                     | Tiny Planets                      |                                |
| (Factual)                     | RedShift 3             | CNN.com/Coldwar                      | BBC History Site                       | Marconi Online Museum             | Time Team                      |
| (Interactive Arts)            |                        |                                      | Watched and Mesured                    | Sodaplay                          | Body Movies                    |

#### 2004-2009
Il n'y a pas d'informations concernant l'année 2008. 
|                                                                               | 2004                                   | 2005                                | 2006                                                                           | 2007                       | 2009                                   |
| ----------------------------------------------------------------------------- | -------------------------------------- | ----------------------------------- | ------------------------------------------------------------------------------ | -------------------------- | -------------------------------------- |
| Meilleur jeu (Best Game)                                                      | Call Of Duty                           | Half-Life 2                         | Tom Clancy's Ghost Recon Advanced Warfighter (sponsored by PC World)           | Bioshock (Xbox 360)        | Super Mario Galaxy                     |
| Catégories principales                                                        |                                        |                                     |                                                                                |                            |                                        |
| (Action Game)                                                                 | Grand Theft Auto: Vice City            | Half-Life 2                         |                                                                                |                            |                                        |
| (Adventure Game)                                                              | The Legend Of Zelda: The Wind Waker    |                                     |                                                                                |                            |                                        |
| (Action And Adventure)                                                        |                                        |                                     | Shadow Of The Colossus                                                         | Crackdown (Xbox 360)       | Fable II                               |
| (Animation or Intro)                                                          | Soulcalibur II                         |                                     |                                                                                |                            |                                        |
| Meilleur animation (Animation)                                                |                                        | Half-Life 2                         |                                                                                |                            |                                        |
| (Art Direction)                                                               |                                        | Half-Life 2                         |                                                                                |                            |                                        |
| Meilleur direction artistique (Artistic Achievement)                          |                                        |                                     | Shadow Of The Colossus                                                         | Okami (PS2)                | LittleBigPlanet                        |
| Meilleur son (Audio Achievement)                                              |                                        | Call Of Duty: Le Jour de gloire     | Electroplankton                                                                |                            |                                        |
| (Casual And Social)                                                           |                                        |                                     | Buzz! The BIG Quiz                                                             |                            |                                        |
| (Casual)                                                                      |                                        |                                     |                                                                                | Wii Sports (Wii)           | Boom Blox                              |
| (Character)                                                                   |                                        |                                     | LocoRoco In LocoRoco                                                           |                            |                                        |
| (Children's)                                                                  | EyeToy: Play                           | Donkey Konga                        | LocoRoco                                                                       |                            |                                        |
| (Design)                                                                      | Grand Theft Auto: Vice City            |                                     |                                                                                |                            |                                        |
| (Game Boy Advance)                                                            | Advance Wars 2: Black Hole Rising      |                                     |                                                                                |                            |                                        |
| (Gamecube)                                                                    | Metroid Prime                          | Prince Of Persia: L'Âme du guerrier |                                                                                |                            |                                        |
| (Gameplay)                                                                    |                                        |                                     | Lego Star Wars II: The Original Trilogy (sponsored by Nokia N-Gage)            | Wii Sports (Wii)           | Call Of Duty 4: Modern Warfare         |
| (Handheld)                                                                    |                                        | Colin McRae Rally 2005              |                                                                                |                            | Professeur Layton et l'Étrange Village |
| (Innovation)                                                                  |                                        |                                     | Programme d'entraînement cérébral du Dr Kawashima : Quel âge a votre cerveau ? | Wii Sports (Wii)           |                                        |
| (Mobile)                                                                      | Tony Hawk's Pro Skater                 | Bluetooth ® BiPlanes                |                                                                                |                            |                                        |
| Meilleur jeu multijoueur (Multiplayer)                                        | Battlefield 1942                       |                                     | Dungeons And Dragons Online: Stormreach                                        | Wii Sports (Wii)           | Left 4 Dead                            |
| (Online Multiplayer)                                                          |                                        | Half-Life 2                         |                                                                                |                            |                                        |
| (Original Music)                                                              |                                        | Hitman: Contracts                   |                                                                                |                            |                                        |
| (Originality)                                                                 |                                        | SingStar                            |                                                                                |                            |                                        |
| (PC)                                                                          | Grand Theft Auto: Vice City            | Half-Life 2                         |                                                                                |                            |                                        |
| (PS2)                                                                         | Grand Theft Auto: Vice City            | Burnout 3: Takedown                 |                                                                                |                            |                                        |
| (Racing)                                                                      | Project Gotham Racing 2                | Burnout 3: Takedown                 |                                                                                |                            |                                        |
| (Original Score)                                                              |                                        |                                     | Tomb Raider: Legend                                                            | Okami (PS2)                | Dead Space                             |
| (Screnplay)                                                                   |                                        |                                     | Psychonauts                                                                    |                            |                                        |
| (Sound)                                                                       | Grand Theft Auto: Vice City            |                                     |                                                                                |                            |                                        |
| (Soundtrack)                                                                  |                                        |                                     | Guitar Hero                                                                    |                            |                                        |
| (Sports)                                                                      | FIFA 2004                              | Pro Evolution Soccer 4              | Fight Night Round 3                                                            | Wii Sports (Wii)           | Race Driver: GRID                      |
| (Story And Character)                                                         |                                        |                                     |                                                                                | God Of War 2 (PS2)         | Call Of Duty 4: Modern Warfare         |
| (Strategy)                                                                    | Advance Wars 2: Black Hole Rising      |                                     | Rise And Fall: Civilizations At War                                            |                            | Sid Meier's Civilization Revolution    |
| (Simulation)                                                                  |                                        |                                     | The Movies                                                                     |                            |                                        |
| (Strategy And Simulation)                                                     |                                        |                                     |                                                                                | Wii Sports (Wii)           |                                        |
| (Use Of Audio)                                                                |                                        |                                     |                                                                                | Crackdown (Xbox 360)       | Dead Space                             |
| Meilleure contribution technique (Technical Achievement)                      | Eyetoy: Play                           |                                     | Tom Clancy's Ghost Recon Advanced Warfighter                                   | God Of War 2 (PS2)         | Spore                                  |
| (Technical Direction)                                                         |                                        | Burnout 3: Takedown                 |                                                                                |                            |                                        |
| (Xbox)                                                                        | Star Wars: Knights Of The Old Republic | Halo 2                              |                                                                                |                            |                                        |
| Autres catégories                                                             |                                        |                                     |                                                                                |                            |                                        |
| BAFTA d'honneur (Fellowship)                                                  |                                        |                                     |                                                                                | Will Wright                | Nolan Bushnell                         |
| (Special Awards)                                                              | Deering                                | Sam Houser, Leslie Benzies          |                                                                                |                            |                                        |
| (BAFTA Ones To Watch Award in association with Dare to Be Digital)            |                                        |                                     |                                                                                | Ragnarawk                  | Boro-Toro                              |
| (Sunday Times Reader Award)                                                   | Grand Theft Auto: Vice City            | Football Manager 2005               |                                                                                |                            |                                        |
| (Gamers' Award voted for by readers of The Sun's 'Something for the weekend') |                                        |                                     | 24: The Mobile Game                                                            |                            |                                        |
| (The PC World Gamers Award (The only award to be voted for by the public))    |                                        |                                     |                                                                                | Football Manager 2007 (PC) |                                        |
| (Game Award of [Année précédente] in [Année de l'édition])                    |                                        |                                     |                                                                                |                            | Call Of Duty 4: Modern Warfare         |